# Swedish Open 1959
Die Swedish Open 1959 fanden vom 10. bis zum 11. Januar 1959 in Göteborg statt. Es war die vierte Austragung dieser internationalen Meisterschaften von Schweden im Badminton.

## Finalergebnisse
| Disziplin    | Sieger                       | Finalist                        | Ergebnis           |
| ------------ | ---------------------------- | ------------------------------- | ------------------ |
| Herreneinzel | Berndt Dahlberg              | Bertil Glans                    | 17–15, 15–1        |
| Dameneinzel  | Hanne Jensen                 | Inger Kjærgaard                 | 11–12, 12–9, 11–2  |
| Herrendoppel | Berndt Dahlberg Bertil Glans | Knud Aage Nielsen Henning Borch | 6–15, 15–13, 15–11 |
| Damendoppel  | Hanne Jensen Inger Kjærgaard | Ingrid Dahlberg Berit Olsson    | 15–8, 15–10        |
| Mixed        | Bertil Glans Berit Olsson    | Bo Nilsson Elsy Killick         | 15–7, 10–15, 15–7  |